# Магалисбург

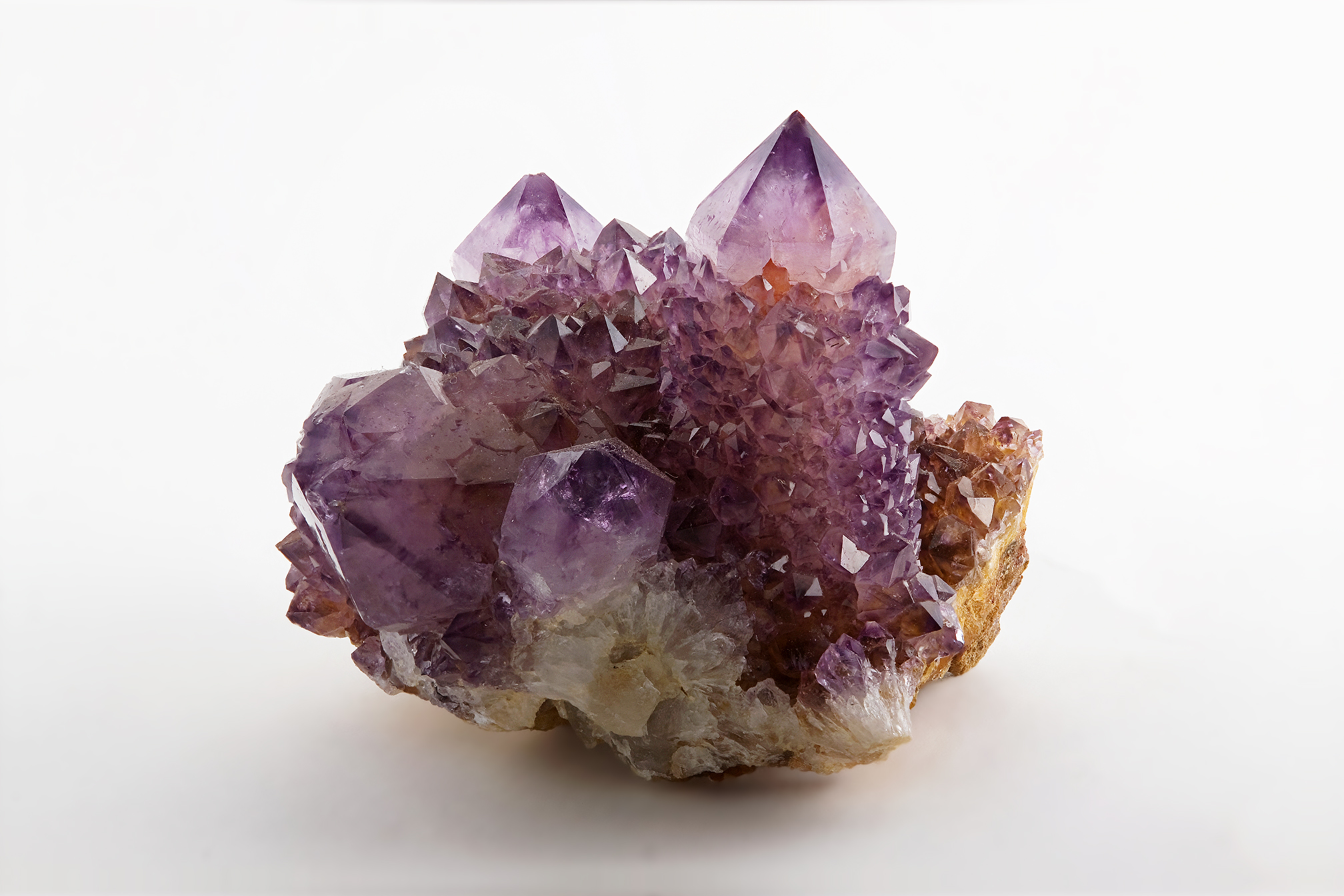
Аметист, добытый в окрестностях Магалисбурга

Магалисбург, африк. Magaliesburg — небольшой городок, расположенный у горного массива Витватерсранд в южноафриканской провинции Гаутенг. Горный перевал Магалисберг, en:Magaliesberg расположен к северу от города и хорошо виден из него, отсюда происходит и название: Магали (женское имя), африк. Burg — «город», африк. Berg — «гора».
Город и его окрестности — популярное место отдыха для жителей близлежащего Йоханнесбурга.
Канатная дорога Хартбееспоорт ведёт от одноименной дамбы на самый верх перевала Магалисберг, откуда открывается вид на перевал и окружающие территории.